# Madrasa Bou Inania (Meknès)
La Madrasa Bou Inania (in arabo المدرسة البوعنانية‎? - al-madrasa al-Abū `Inānīya) è un madrasa di Meknès, in Marocco, fondata dal sultano merinide Abu Inan Faris nel 1350. Lo stesso sultano fondò anche un'altra madrasa col medesimo nome nella città di Fès.
Questa madrasa è considerata una dei più bei monumenti lasciati dai Merinidi. Le colonne e le porte presentano stupefacenti decorazioni, tra cui iscrizioni ornamentali.
La madrasa è composta da una sala della preghiera (Ṣalāt), una stanza delle abluzioni (wuḍūʾ), aule e un grande patio.